# Éric Bocat
Éric Junior Bocat, né le 16 juillet 1999 à Paris en France, est un footballeur français qui joue au poste d'arrière gauche à Stoke City.

## Biographie

### En club

#### Formation en France
Éric Bocat commence sa carrière en Seine-et-Marne au sein du Val d'Europe FC. Il s'engage ensuite du côté de l'US Torcy avant de rejoindre le centre de formation du Dijon FCO. En 2018, il part au Stade brestois 29 pour poursuivre sa formation. Il signe son premier contrat professionnel avec le LOSC Lille en août 2019 et joue son premier match le 29 janvier 2020 lors d'une défaite 2-1 face au Stade athlétique spinalien lors d'un huitième de finale de Coupe de France.

#### RE Mouscron
Le 1er août 2020, il signe en faveur du Royal Excel Mouscron. Il joue son premier match le 8 août 2020 lors d'un match nul 1-1 face au Royal Antwerp FC, comptant pour la première journée de Jupiler Pro League. Le 11 décembre 2021, il marque son premier but professionnel face au Lommel SK.

#### Saint-Trond VV
Le 1er juillet 2022, il signe en faveur du Saint-Trond VV. Il joue son premier match le 2 octobre 2022 lors d'une défaite 1-0 face à la KAS Eupen, comptant pour la dixième journée de Jupiler Pro League.
Devenant titulaire, il est récompensé en mars 2024 par une prolongation de contrat avec les Canaris. Il est alors lié au club jusqu'en juin 2025.

## Statistiques

### En club
| Saison                | Club                  | Championnat           | Championnat | Championnat | Championnat | Coupe(s) nationale(s) | Coupe(s) nationale(s) | Coupe(s) nationale(s) | Total | Total | Total |
| Saison                | Club                  | Division              | M.          | B.          | P.d.        | M.                    | B.                    | P.d.                  | M.    | B.    | P.d.  |
| 2019-2020             | LOSC Lille            | Ligue 1               | -           | -           | -           | 1                     | 0                     | 0                     | 1     | 0     | 0     |
| 2020-2021             | RE Mouscron           | Division 1A           | 8           | 0           | 0           | 1                     | 0                     | 0                     | 9     | 0     | 0     |
| 2021-2022             | RE Mouscron           | Division 1B           | 25          | 1           | 2           | 2                     | 0                     | 0                     | 27    | 1     | 2     |
| 2022-2023             | Saint-Trond VV        | Division 1A           | 22          | 0           | 3           | 3                     | 0                     | 0                     | 25    | 0     | 3     |
| Total sur la carrière | Total sur la carrière | Total sur la carrière | 55          | 1           | 5           | 7                     | 0                     | 0                     | 62    | 1     | 5     |